# Helena Ekholm
Pour les articles homonymes, voir Ekholm et Jonsson.
Hanna Helena Jonsson-Ekholm, née le 6 septembre 1984 à Helgum dans la Commune de Sollefteå, est une biathlète suédoise. Elle possède huit médailles mondiales à son palmarès dont cinq individuelles, et une victoire au classement général de la Coupe du monde 2008-2009.

## Carrière
La Suédoise Helena Jonsson fait sa première apparition en Coupe du monde lors d'un relais se déroulant à Östersund à l'occasion de la première étape de la saison 2005-2006. Elle dispute sa première course individuelle à Hochfilzen quelques jours plus tard et marque ses premiers points grâce à une 25e place obtenue sur un sprint. Jonsson franchit un palier lors de la troisième étape de la saison 2006-2007 organisée à Hochfilzen en Autriche. Elle manque en effet de peu le podium en prenant une 4e place lors d'un individuel.
Lors des Championnats du monde 2007, elle remporte la médaille d'or lors de l'épreuve non-olympique du relais mixte. Quelques semaines plus tard, elle monte sur son premier podium en Coupe du monde en gagnant l'ultime épreuve de la saison, une mass-start se déroulant à Khanty-Mansiïsk (elle devance à cette occasion l'Ukrainienne Oksana Khvostenko et l'Allemande Kathrin Hitzer). La saison suivante débute sous les meilleurs auspices pour la Suédoise qui gagne l'épreuve inaugurale à Östersund. Auteur d'un sans-faute lors de l'individuel 15 km, elle enlève le second succès de sa carrière devant l'Allemande Kati Wilhelm et la Russe Ekaterina Iourieva, et endosse brièvement le dossard de leader de la Coupe du monde. Après des Championnats du monde 2009 réussis où elle remporte le titre de la poursuite et la médaille de bronze du départ en masse, ses deux premières récompenses individuelles, elle lutte au sommet du classement général avec l'Allemande Kati Wilhelm. Plusieurs podiums et succès lui permettent de pointer en première position avant l'ultime épreuve de la saison, une mass start organisée à Khanty-Mansiïsk mais son avantage est fragile car sa concurrente allemande a autant de points. Deuxième de la dernière épreuve, Jonsson profite de la sixième place, insuffisante, de Wilhelm pour remporter le gros globe de cristal récompensant la vainqueur du classement général. Ex æquo avant le même nombre de points que l'Allemande, Jonsson est désignée vainqueur au nombre de victoires durant la saison (4 contre 3). Elle est la troisième Suédoise sacrée après Eva Korpela (1986 et 1987) et Magdalena Forsberg (6 fois entre 1997 et 2002). En plus de cette victoire, elle s'impose dans les classements finaux du sprint et du départ en masse.
Sur sa lancée elle effectue une première partie de saison suivante (2009-2010) remarquable, prenant une avance confortable au classement général de la Coupe du monde jusqu'à mi-janvier au moment de faire l'impasse sur l'étape d'Antholz afin de préparer les Jeux olympiques, où elle figure parmi les principales favorites. Mais au moment d'aborder les épreuves de Vancouver en février 2010, son niveau de forme a décliné et ses résultats sont décevants : elle se classe quarante-deuxième de l'individuel, douzième du sprint, quatorzième de la poursuite et dixième du départ en masse. Elle obtient son meilleur classement sur le relais où les Suédoises terminent cinquième. En fin de saison elle remporte la médaille de bronze du championnat du monde de relais mixte disputé à Khanty-Mansiïsk. En Coupe du monde, elle termine finalement troisième du classement du sprint et seulement au troisième rang du classement général, doublée lors des dernières étapes par les Allemandes Magdalena Neuner et Simone Hauswald.
Courant désormais sous le nom de Helena Ekholm à la suite de son mariage avec le biathlète David Ekholm, elle dispute six épreuves aux Mondiaux de Khanty-Mansiïsk en 2011. Lors de la première de celles-ci, elle termine quatrième du relais mixte. Lors du sprint, elle réalise un nouveau sans faute mais cela s'avère insuffisant : elle termine cinquième à 1 minute et 1 seconde de l'Allemande Magdalena Neuner, championne du monde. Lors de la poursuite, elle réalise un vingt sur vingt au tir ce qui lui permet de remporter la médaille de bronze, derrière la Finlandaise Kaisa Mäkäräinen et Neuner. Lors de la quatrième épreuve individuelle, le départ en masse, elle réalise un dix-huit sur vingt et termine septième d'une course remportée par Neuner. Lors de la dernière course, la Suède termine sixième. Elle remporte le classement général de l'individuel et termine troisième de la poursuite. Au classement général de la Coupe du monde, elle termine pour la troisième saison consécutive sur le podium avec une troisième place derrière Mäkäräinen et l'Allemande Andrea Henkel.
Avant les Mondiaux 2012 de Ruhpolding, elle obtient quatre podiums en Coupe du monde, trois deuxième places, sur la poursuite à Hochfilzen, l'individuel et la poursuite à Nové Město, et une troisième place en sprint, toujours à Hochfilzen. Helena Ekholm annonce pendant les championnats du monde la fin de sa carrière à l'issue de la saison 2011-2012. Après une quatrième place lors du sprint, compétition où elle réalise un dix sur dix aux tirs, elle termine cinquième de la poursuite. Sur l'individuel, elle obtient une nouvelle médaille mondiale avec le bronze, derrière la Norvégienne Tora Berger et la Française Marie-Laure Brunet. Elle termine ses mondiaux par une quinzième place sur le départ en masse. Elle participe également à deux compétitions de relais, obtenant la quatrième place du relais mixte et la cinquième du relais féminin. En termine sa dernière saison en coupe du monde au cinquième rang du classement général. Elle remporte son quatrième petit globe avec le classement de l'individuel, classement où elle devance Kaisa Mäkäräinen et Darya Domracheva.

## Palmarès

### Jeux olympiques
| Édition \ Épreuve                 | Individuel | Sprint | Poursuite | Départ en masse | Relais |
| Jeux olympiques de 2010 Vancouver | 49e        | 12e    | 14e       | 10e             | 5e     |

### Championnats du monde
| Mondiaux \ Épreuve      | Individuel                   | Sprint                       | Poursuite                    | Départ en masse              | Relais                       | Relais mixte              |
| 2006 Pokljuka           | Jeux olympiques de Turin     | Jeux olympiques de Turin     | Jeux olympiques de Turin     | Jeux olympiques de Turin     | Jeux olympiques de Turin     | 6e                        |
| 2007 Antholz-Anterselva | 18e                          | 4e                           | 15e                          | 8e                           | —                            | Médaille d'or, monde      |
| 2008 Östersund          | 11e                          | 24e                          | 15e                          | 5e                           | 8e                           | 4e                        |
| 2009 Pyeongchang        | 8e                           | 5e                           | Médaille d'or, monde         | Médaille de bronze, monde    | 5e                           | Médaille d'argent, monde  |
| 2010 Khanty-Mansiïsk    | Jeux olympiques de Vancouver | Jeux olympiques de Vancouver | Jeux olympiques de Vancouver | Jeux olympiques de Vancouver | Jeux olympiques de Vancouver | Médaille de bronze, monde |
| 2011 Khanty-Mansiïsk    | Médaille d'or, monde         | 5e                           | Médaille de bronze, monde    | 7e                           | 6e                           | 4e                        |
| 2012 Ruhpolding         | Médaille de bronze, monde    | 4e                           | 5e                           | 15e                          | 5e                           | 4e                        |

Légende :

 : première place, médaille d'or

 : deuxième place, médaille d'argent

 : troisième place, médaille de bronze

— : Helena Ekholm n'a pas participé à cette épreuve

En 2006 et en 2010, la seule épreuve des Championnats du monde est le relais mixte, course qui ne figure pas encore au programme olympique.

### Coupe du monde
Elle obtient un « gros » globe de cristal, récompensant la première du classement général en 2009. Lors de cette saison, elle termine avec le même nombre de points que l'Allemande Kati Wilhelm mais la devance au nombre de victoires. Elle obtient également quatre « petits » globes, en tant que vainqueur du classement du sprint et du départ en masse en 2009, et vainqueur du classement de l'Individuel en 2011 et 2012.
| Saison    | Individuel | Individuel | Sprint | Sprint   | Poursuite | Poursuite | Départ en masse | Départ en masse | Général | Général  |
| Saison    | Points     | Position   | Points | Position | Points    | Position  | Points          | Position        | Points  | Position |
| --------- | ---------- | ---------- | ------ | -------- | --------- | --------- | --------------- | --------------- | ------- | -------- |
| 2005-2006 | 10         | 42e        | 32     | 44e      | 24        | 40e       |                 |                 | 66      | 42e      |
| 2006–2007 | 64         | 16e        | 123    | 21e      | 81        | 23e       | 126             | 5e              | 394     | 17e      |
| 2007–2008 | 98         | 4e         | 160    | 13e      | 135       | 13e       | 135             | 4e              | 544     | 9e       |
| 2008–2009 | 111        | 6e         | 372    | 1re      | 226       | 6e        | 210             | 1re             | 952     | 1re      |
| 2009–2010 | 120        | 5e         | 332    | 3e       | 182       | 7e        | 166             | 4e              | 813     | 3e       |
| 2010–2011 | 173        | 1re        | 324    | 6e       | 279       | 3e        | 195             | 5e              | 971     | 3e       |
| 2011–2012 | 138        | 1re        | 317    | 6e       | 295       | 6e        | 169             | 9e              | 893     | 5e       |

Elle termine trente-quatre fois sur le podium dans des épreuves de coupe du monde, dont treize victoires, neuf deuxièmes places et douze troisièmes places.
| Résultat  | Individuel | Sprint | Poursuite | Départ en masse | Relais (mixte compris) | Total |
| --------- | ---------- | ------ | --------- | --------------- | ---------------------- | ----- |
| 1re Place | 4          | 2      | 3         | 4               | 4                      | 17    |
| 2e Place  | 1          | 4      | 2         | 2               | 3                      | 12    |
| 3e Place  | 3          | 4      | 2         | 3               | 3                      | 15    |
| Top 10    | 13         | 30     | 18        | 21              | 35                     | 117   |
| Départs   | 23         | 61     | 45        | 30              | 38                     | 197   |

#### Détail des victoires
| Saison \ Épreuve | Individuel                     | Sprint       | Poursuite                  | Mass-start      | Total |
| 2006-2007        |                                |              |                            | Khanty-Mansiïsk | 1     |
| 2008-2009        | Östersund                      | Vancouver    | Pyeongchang (Ch. du monde) | Antholz         | 4     |
| 2009-2010        | Östersund Pokljuka             |              | Hochfilzen                 | Ruhpolding      | 4     |
| 2010-2011        | Khanty-Mansiïsk (Ch. du monde) | Presque Isle | Hochfilzen                 | Oberhof         | 4     |
| Total            | 4                              | 2            | 3                          | 4               | 13    |